# Warta (město)
Warta je historické město ve středním Polsku v Lodžském vojvodství v okrese Sieradz, sídlo městsko-vesnické gminy. Geograficky se nachází převážně na levém břehu řeky Warta v geomorfologických celcích Wysoczyzna Turecka a Kotlina Sieradzka a v historickém regionu Ziemia sieradzka. V západní části území Warty je zřízena přírodní rezervace Rezerwat przyrody Jeziorsko. V roce 2024 zde žilo 2 923 obyvatel.

## Historie
Warta vznikla jako zemědělská osada, a blízkost obchodních cest přispěla významně k jejímu rozvoji. V roce 1255 získala Warta městská práva. V roce 1467 zde byl založen bernardinský klášter, který existuje dodnes a který významně ovlivnil kulturní a duchovní život oblasti. V 18. století začala Warta ztrácet své postavení v důsledku všeobecně se zhoršující situace v celé zemi. V roce 1939 bylo město připojeno k Německé říši. V únoru 1940 zde německé úřady zřídily ghetto pro židovské obyvatelstvo. Ghetto bylo zlikvidováno v srpnu 1942 a naprostá většina Židů byla zavražděna ve vyhlazovacím táboře Chełmno (Kulmhof ). Dne 20. ledna 1945 vstoupili do Warty vojáci Rudé armády. Stará část města si zachovala svůj historický vzhled až do současnosti a je zde řada památkově chráněných objektů.

## Galerie

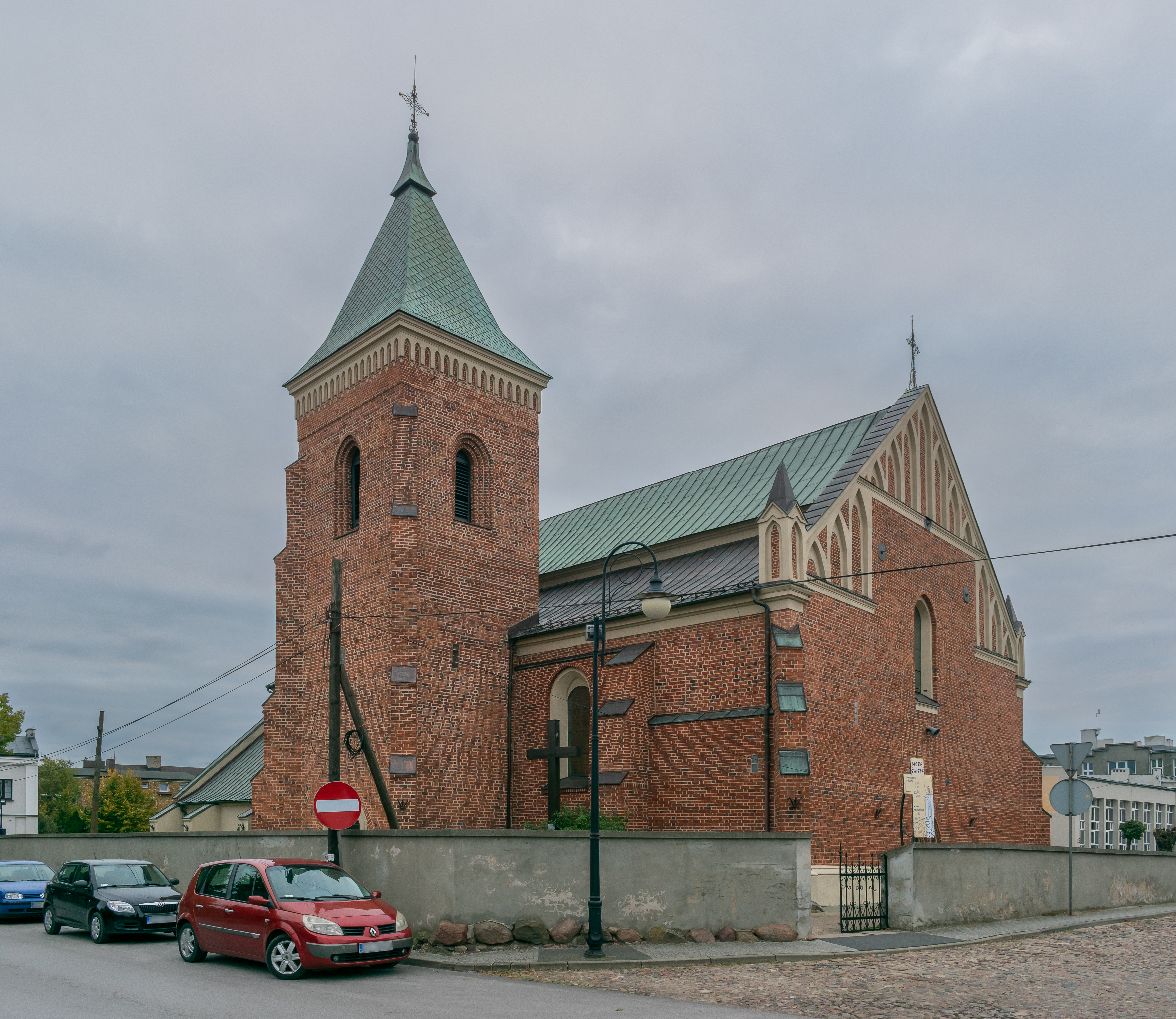
Kostel
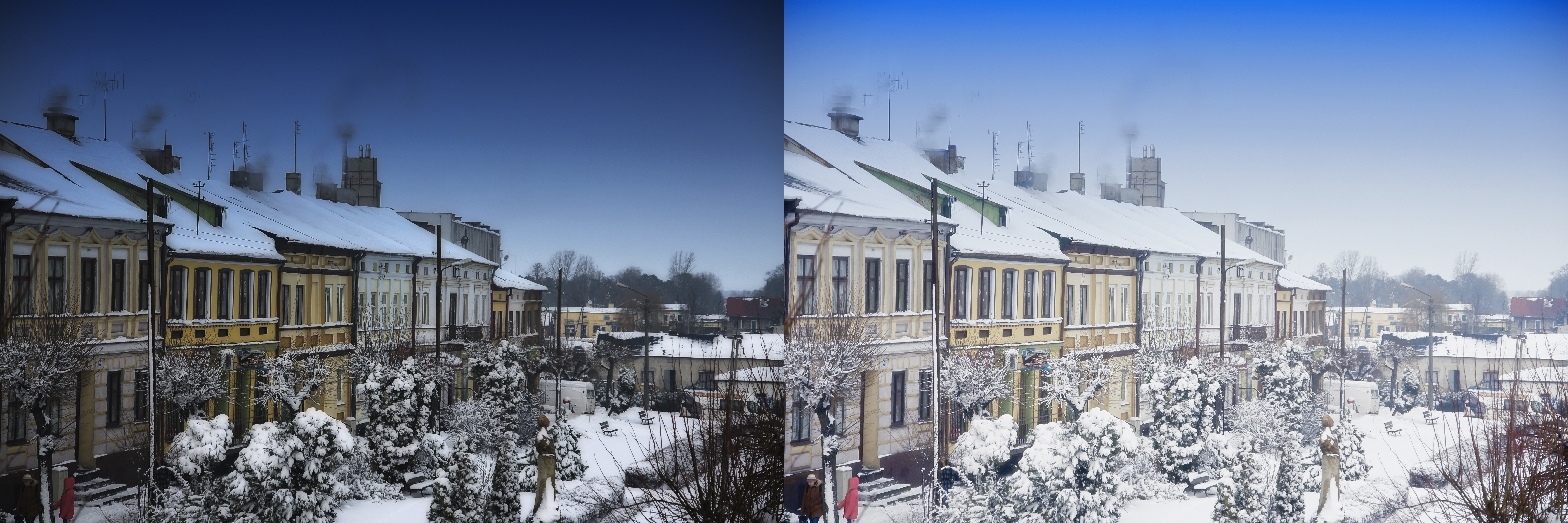
Náměstí (Rynek)
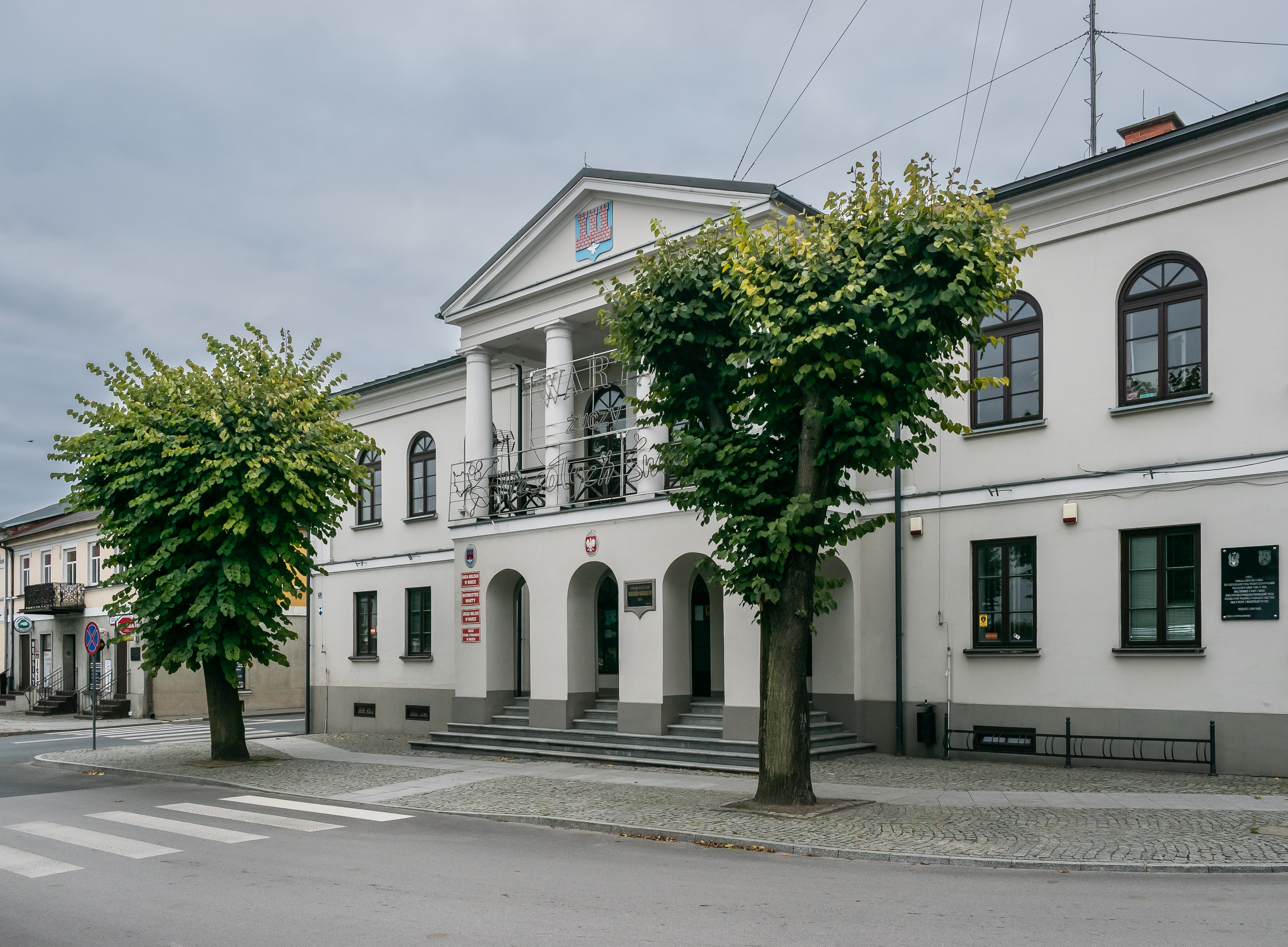
Radnice
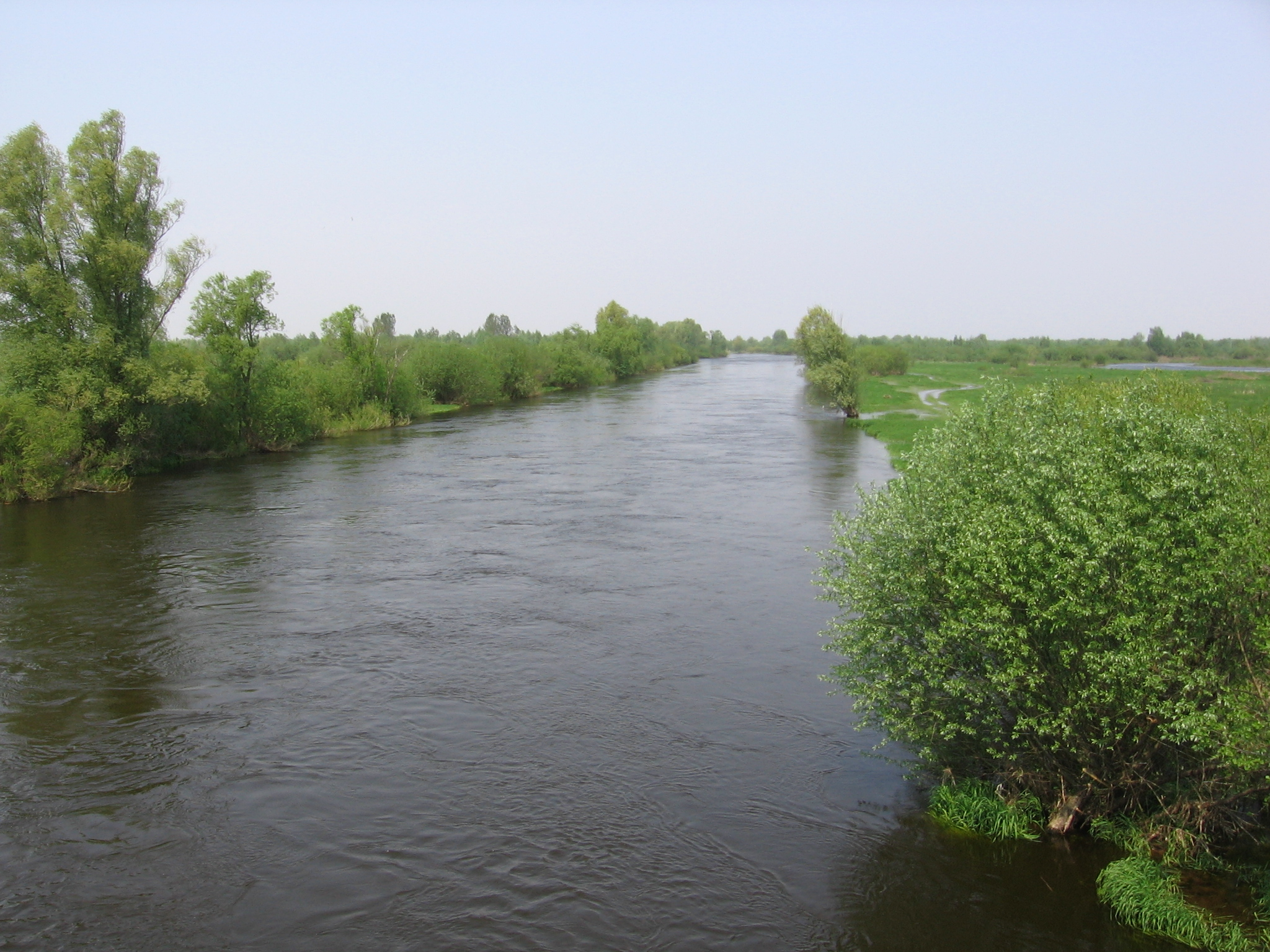
Řeka Warta
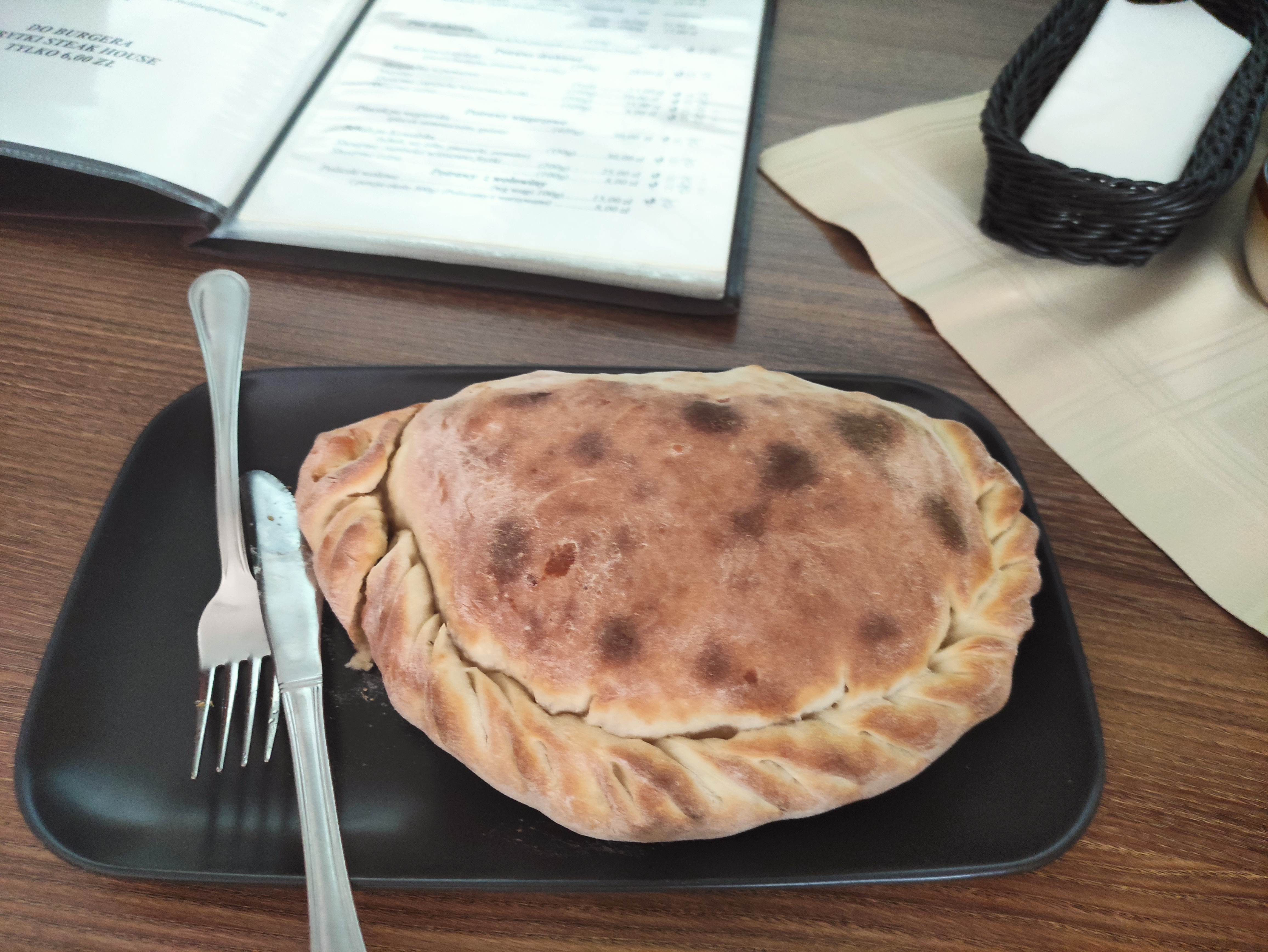
Pierog Warcki
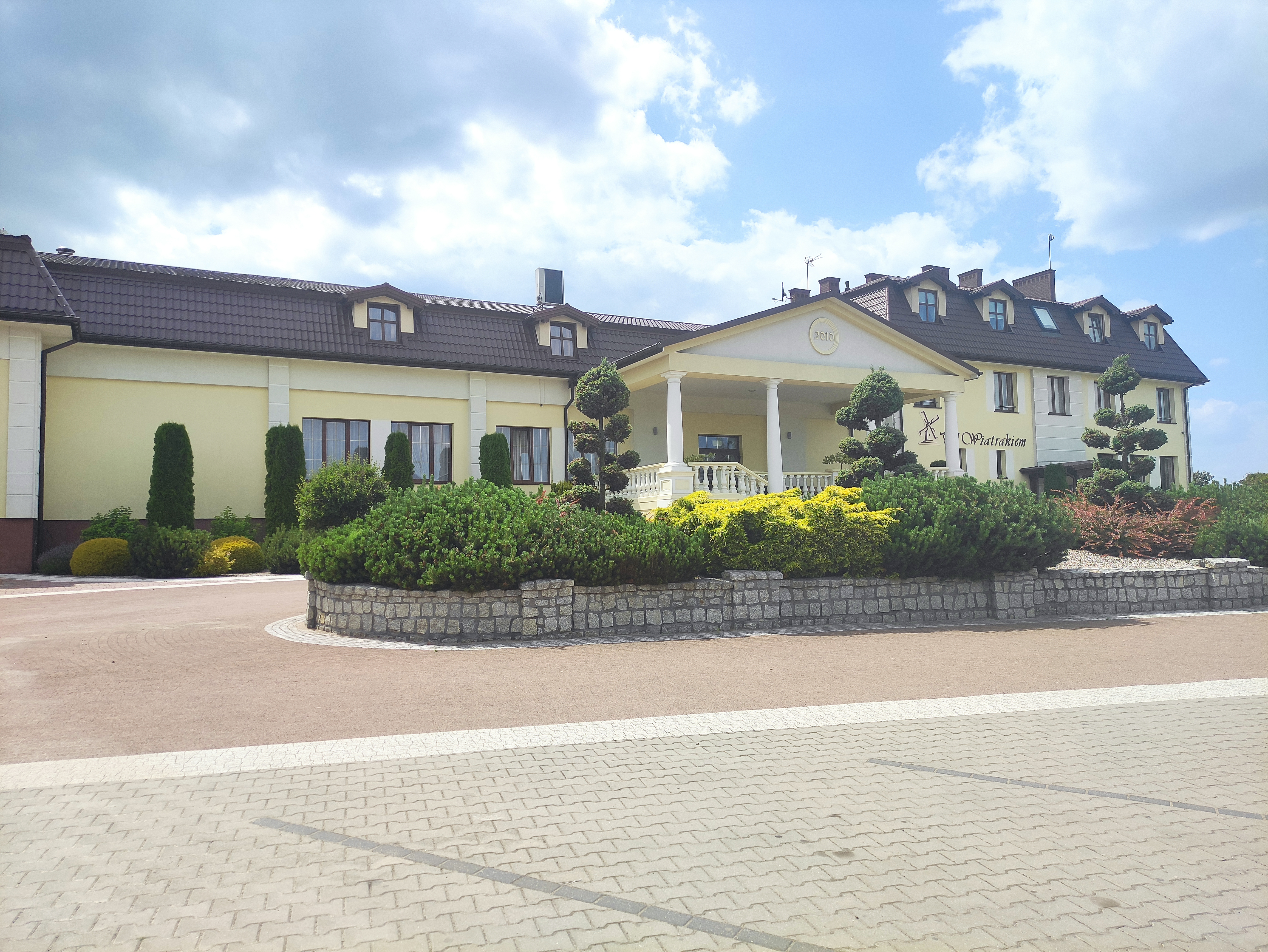
Dom Weselny pod Wiatrakiem